# Representante da República
Representante da República é um cargo criado pela Lei Constitucional n.º 1/2004, de 24 de julho (Sexta Revisão Constitucional) para representar a soberania portuguesa em cada uma das regiões autónomas, nos termos do artigo 230.º da Constituição. O Representante da República substituiu o Ministro da República na arquitetura constitucional como órgão de fiscalização da constitucionalidade das leis regionais e como especial representante da soberania, transitando a figura para a esfera política do Presidente da República, de quem passa a ser representante especial. 
O Representante da República é nomeado e exonerado livremente pelo Chefe de Estado, após ter ouvido o governo da república. O mandato de ambos coincide, salvo em caso de exoneração. Se o cargo ficar vago e nas ausências e impedimentos, as funções do Representante da República são exercidas pelo Presidente da Assembleia Legislativa da Região respetiva.  
São competências do Representante da República junto de cada Região Autónoma: 
- Nomear o Presidente do Governo Regional, tendo em conta os resultados eleitorais, nos termos do n.º 4 do artigo 231.º da Constituição da República Portuguesa;
- Nomear e exonerar os restantes membros do Governo Regional mediante proposta do respetivo presidente, nos termos do n.º 3 do artigo 231.º da Constituição da República Portuguesa;
- Assinar e mandar publicar os decretos legislativos regionais e os decretos regulamentares regionais, nos termos do artigo 233.º da Constituição da República Portuguesa;
- Exercer o direito de veto sobre as leis regionais, nos termos dos artigos 278.º e 279. º da Constituição da República Portuguesa.